# San Pedro de Viana
San Pedro de Viana ist eine Parroquia im Municipio Chantada (Comarca Chantada der Provinz Lugo in der Autonome Gemeinschaft Galicien).
Die im 17. Jahrhundert umgebaute Gemeindekirche der Parroquia, die Igrexa Parroquial de San Pedro de Viana, befindet sich an der LU-P-1815 in Axulfe. Ferner befindet sich in der Gemeinde eine Wassermühle.

## Orte in der Parroquia
- Axulfe
- As Casas
- San Pedro
- O Solar
- Viana